# Michel Leyers
Michel Leyers (Londerzeel, 15 juni 1945 – Antwerpen, 2 maart 1997) was een Belgische arts die op 4 januari 1971 met mede-AMADA geneeskundige Kris Merckx de eerste vestiging van Geneeskunde voor het Volk oprichtte in Hoboken. Ze kozen Hoboken omdat hier de scheepswerven van Cockerill Yards waren gelegen.
Leyers studeerde in 1970 af als arts aan de Katholieke Universiteit Leuven. In de nasleep van de Parijse studentenrevolte van 1968, die overwaaide naar België, was hij in zijn studietijd reeds sociaal geëngageerd. De oprichting van Geneeskunde voor het volk was een uiting van dit engagement en vanaf de start was het de bedoeling het huisartsenwerk een politieke dimensie te geven.
Leyers ijverde voor de afschaffing van de Orde van geneesheren. In 1971 legden een aantal huisartsen uit de omgeving van Hoboken een klacht neer bij de Orde omdat Geneeskunde voor het Volk gratis geneeskunde verstrekte door te werken tegen terugbetalingstarieven. Leyers (en Merckx) werden hierop in januari 1973 voor acht dagen geschorst door de Orde. Ze legden deze schorsing echter naast zich neer en bleven doorwerken.
Leyers raakte in onmin met Merckx die het marxisme-leninisme als een te volgen ideologie zag, terwijl Leyers de studie van communistische literatuur enkel zag als een onderdeel van intellectuele zelfvervolmaking. Leyers stopte na verloop deel te nemen aan acties van AMADA.
In 1976 verliet Leyers Geneeskunde voor het volk en richtte een privépraktijk op. Volgens François Vercammen van de RAL stuurde AMADA na Leyers' vertrek brieven naar de patiënten waarin het vertrek ideologisch werd ingekleed. Vercammen noemde dit “een van de ergste voorbeelden van stalinistische smeerliteratuur”.
Michel Leyers werd uiteindelijk politiek actief binnen de liberale partij PVV. Hij stierf op 2 maart 1997 in Antwerpen bij een verkeersongeval.
In 2008 erkende Kris Merckx in zijn boek "Dokter van het Volk" dat er in de jaren '70 op een onacceptabele manier was gereageerd op het vertrek van Leyers, en benadrukte hij dat de bijdrage van Leyers in de vroege jaren van Geneeskunde voor het Volk onschatbaar was.